# Jacksonville, Florida
Jacksonville je grad i luka u američkoj saveznoj državi Floridi. Godine 2007. imao je 805.605 stanovnika, čime je bio 12. grad po brojnosti u SAD-u. Šire gradsko područje ima 1,3 milijuna stanovnika.
Jacksonville leži na sjeveroistoku Floride, na ušću rijeke St. Johns u Atlantski ocean. Sjedište je okruga Duval. Površinom (ako se ne računaju gradovi na Aljaski) najveći je grad u SAD-u.

## Vanjske poveznice
- Službena stranica (engl.)
- Stranica Turističke zajednice (engl.)

### Ostali projekti
|  | Zajednički poslužitelj ima još gradiva o temi Jacksonville, Florida |